# (136367) Gierlinger
(136367) Gierlinger est un astéroïde de la ceinture principale.

## Description
(136367) Gierlinger est un astéroïde de la ceinture principale. Il fut découvert le 10 mars 2004 à Altschwendt par Wolfgang Ries. Il présente une orbite caractérisée par un demi-grand axe de 3,43 UA, une excentricité de 0,08 et une inclinaison de 9,1° par rapport à l'écliptique.

## Compléments